# Matt Angel
Matthew Angel (* 23. Oktober 1990 in Kalifornien) ist ein US-amerikanischer Schauspieler. Er ist für seine Rolle als Derek in My Super Psycho Sweet 16 bekannt. Er spielte schon mit sechs Jahren im Theater. 2018 inszenierte er zusammen mit Suzanne Coote den Film Open House, für den beide auch das Drehbuch verantworteten.

## Filmografie (Auswahl)
- 1996: Gänsehaut – Die Stunde der Geister (Goosebumps, Fernsehserie, Episode 2x11)
- 2007: Hotel Zack & Cody (The Suite Life of Zack and Cody, Fernsehserie, Episode 3x10)
- 2008: Terminator: The Sarah Connor Chronicles (Fernsehserie, Episode 1x07)
- 2008: Raising the Bar (Fernsehserie, Episode 1x02)
- 2009: The Harsh Life of Veronica Lambert
- 2009: My Super Psycho Sweet 16 (Fernsehfilm)
- 2010: The Prankster
- 2010: Big Time Rush (Fernsehserie, zwei Episoden)
- 2010: Rock the House
- 2010: Victorious (Fernsehserie, Episode 1x12)
- 2010: My Super Psycho Sweet 16: Part 2 (Fernsehfilm)
- 2010–2012: R.L. Stine’s The Haunting Hour (Fernsehserie, vier Episoden)
- 2011: CSI: NY (Fernsehserie, Episode 7x17)
- 2012: Dr. Dani Santino – Spiel des Lebens (Necessary Roughness, Fernsehserie, Episode 2x09)
- 2012: Common Law (Fernsehserie, Episode 1x01)